# Glaukias
Glaukias (gr.: Γλαυκίας, Glaukías) – król iliryjskich Taulantiów w latach ok. 335–302 p.n.e.
Glaukias pierwszy raz wzmiankowany w r. 335 p.n.e., kiedy to brał udział w buncie Klejtosem, królem Dardanów, przeciwko Macedonii. W tym czasie wczesnym latem tego roku Aleksander Macedoński powracał ze swoją armią znad Dunaju do ojczyzny. Po drodze zatrzymał się w kraju Langarosa, króla Agrianów, który był przyjacielem macedońskim. Dalszy marsz był utrudniony z powodu otrzymanych wieści o wystąpieniu Klejtosa. Glaukias postanowił wesprzeć go wojskowo. Do nich dołączyło się także inne plemię iliryjskie, Autariatowie. Aleksander, dowiadując się o tym, postanowił zorganizować szybki kontratak, by nie doszło do połączenia armii wrogów. Wysłał sojusznika Langarosa z częścią Agrianów, by zaatakował plemię Autariatów. Ci pokonani nie mogli połączyć się ze swymi sojusznikami. Aleksander Macedoński przez Pajonię podążył w górę rzeki Erigon (ob. Crna), by zaatakować i okrążyć Klejtosa, przebywającego w twierdzy Pellion na terenie Linkos. Barbarzyńscy, po złożeniu ofiar z ludzi, zaatakowali Macedończyków, ale wycofali się do twierdzy. Aleksander miał trudności z przeprowadzeniem oblężenia, bowiem nadeszły następnego dnia duże oddziały Taulantiów. Macedończycy w ten sposób znaleźli się pomiędzy wrogimi armiami. Glaukias organizował ciągłe próby złapania wrogów w pułapkę w górzystym terenie. Aleksander Macedoński postanowił wykorzystać doświadczenie żołnierzy, by wycofać się z pułapki przez wzgórza zajęte przez Taulantiów. Ci, będąc wystraszeni zmianami szyku przeciwnika, nie podjęli z nimi walki. Macedończycy, wycofując się, doszli do rzeki Eordiakos, którą przeszli pod osłoną łuczników i machin miotających. Wycofali się praktycznie bez strat. Aleksander zaś miał zostać ugodzony kamieniem i maczugą. Armie Klejtosa i Glaukiasa mogły się w końcu połączyć. Ci, uważając, że Macedończycy uciekli do domu, poczuli się bezpiecznie. Nie zabezpieczyli obozu oraz nie wystawiali straży. Macedończycy, wykorzystując tę okazję, trzeciego dnia uderzyli na wrogów porą nocną. Zabili ich wielu w tym uciekających z obozu w góry. Klejtos postanowił opuścić Pellion, które podpalił, oraz uciec do Taulantiów. Pokonani Ilirowie do końca panowania Aleksandra nie zagrażali już granicom Macedonii.
W r. 317 p.n.e. król Epiru Ajakides, ojciec Pyrrusa, został wypędzony z kraju w wyniku rozruchów przez Lykiskosa, macedońskiego gubernatora Epiru. Gdy dochodziło do aresztowań i mordowania stronników króla, nieletni Pyrrus został zabrany przez Adroklejdesa i Angelosa z pomocą towarzyszy do Ilirii, do Glaukiasa. Niebawem wrogowie zażądali chłopczyka, nawet za cenę dwustu talentów. Król nie zgodził się na ich żądania, ponieważ jego żona Beroe była krewną chłopca. W r. 313 p.n.e. ojciec Pyrrusa odzyskał tron. Niezbyt długo rządził, bowiem pod Ojniadami (miasto w Akarnanii) został zraniony i niedługo potem zmarł w r. 312 p.n.e. Epiroci wezwali wówczas na tron Alketasa II, starszego brata zmarłego. Ten po pięciu latach został zamordowany przez Epirotów. Wówczas Glaukias, zawierając przymierze z Epidamnos, Apollonią i Korkyrą, osadził na tronie epirockim dwunastoletniego Pyrrusa w 307 p.n.e. Później poparł Demetriusza I Poliorketesa, który przygotowywał się do wyprawy na północną Grecję wiosną r. 306 p.n.e.